# NEC SX-6
SX-6 — векторный суперкомпьютер серии SX, представленный на рынке японской компанией NEC в 2001 году. Системный узел SX-6 имел 8 векторных процессоров и общую память объемом до 64 Гб. В SX-6 процессоры имели однокорпусное исполнение, где на одной подложке располагался векторный и скалярный блоки. В предыдущей модели SX-5 процессор состоял из нескольких отдельных микросхем. Микросхема изготавливалась по 0,15 μm КМОП-процессу с использованием медных проводников.

## Описание
Векторный блок процессора состоял из восьми векторных конвейеров с 72 векторными регистрами на 256 слов каждый. Векторный модуль выполнял операции сложения/сдвига, умножения, деления и логические операции. Скалярный блок имел ширину слова в 64 бита и кэш-память объемом 64 кБ. Скалярный блок мог выполнить четыре инструкции за один такт. В нем также имелись функции предсказания переходов и спекулятивного выполнения операций (speculative execution).
Узлы SX-6 можно было связать в кластер до 128 узлов с помощью высокоскоростного сетевого соединения IXS (Internode Crossbar Switch). Пиковая производительность векторного процессора модели SX-6 составляла 8 Гфлопс, то есть один системный узел SX-6 позволял достичь пиковой производительности в 64 Гфлопс, а многоузловой кластер (128 узлов или 1024 процессоров) — 8 Тфлопс.
SX-6 работали под управлением UNIX-подобной операционной системы SUPER-UX, разработанной в компании NEC. При формировании кластера к нему можно было монтировать глобальную файловую систему (разработка NEC). По умолчанию работой заданий управляла система пакетной обработки NQSII, но также поддерживались и другие аналогичные системы с открытым кодом, например, Sun Grid Engine.
Самой минимальной конфигурацией NEC SX-6 была конфигурация SX-6i, в которой был установлен только один векторный процессор этой серии с памятью от 4 до 8 Гб. Конфцигурацию SX-6i можно было заказать в корпусе, размещавшемся рядом с рабочим местом (desk-side-исполнение), либо в стойке.
Преемником SX-6 в октябре 2002 года стала модель SX-7.

## Интересные факты
- SX-6 короткое время продавался компанией Cray по эксклюзивной лицензии на территории США и неэкслюзивно — по всему миру. Эта лицензия была частью мирового соглашения между компанией NEC и Cray, которая совместно с Министерством торговли США вела долгую судебную тяжбу с NEC, обвиняя ту в демпинге[3].
- На базе узлов SX-6 был построен японский суперкомпьютер Earth Simulator, который был самым мощным в мире в период с 2002 по 2004 года. Обновленная версия этого суперкомпьютера — Earth Simulator-2 — построена на узлах SX-9.